# Чемпионат Европы по самбо 1974
II Чемпионат Европы по самбо прошёл в Мадриде (Испания) 27-29 июня 1974 года. Проходил в рамках Чемпионата Европы по борьбе. Соревнования проходили на арене «Паласио де Депортес». Главным судьёй соревнований был Михаил Тихомиров. В соревнованиях участвовали представители семи стран: СССР, Франция, Болгария, Югославия, Нидерланды, Испания, Великобритания.

## Медалисты
| Весовая категория | Золото                      | Серебро                        | Бронза                                                    |
| ----------------- | --------------------------- | ------------------------------ | --------------------------------------------------------- |
| до 48 кг          | Минзагит Багаутдинов · СССР | Георгий Дамянов · Болгария     | Хулиан Наваррете · Испания                                |
| до 52 кг          | Мэлс Ан · СССР              | Стойко Малов · Болгария        | Хуан Луис Гонсалес · Испания                              |
| до 57 кг          | Арамбий Емиж · СССР         | Парван Парванов · Болгария     | А. Сингх · Великобритания Андрес Родригес · Испания       |
| до 62 кг          | Геннадий Бирюков · СССР     | Стоил Велинов · Болгария       | Мануэль Рока · Испания Н. Мари · Великобритания           |
| до 68 кг          | Олег Павликенов · НРБ       | Сергей Авдонин · СССР          | Я. Есинази · Франция Я. Кошкин · Испания                  |
| до 74 кг          | Сабир Курбанов · СССР       | Маньо Бинков · Болгария        | Р. Бак · Великобритания Р. Гонсалес ·                     |
| до 82 кг          | Гумер Костоков · СССР       | Сантьяго Моралес · Испания     | Славко Обадов · Югославия Георгий Червенков · НРБ         |
| до 90 кг          | Геннадий Малёнкин · СССР    | Павле Байчетич · Югославия     | Иван Докторов · Болгария Морис Аллан · Великобритания     |
| до 100 кг         | Хуан Барбусано · Испания    | Момир Лукич · Югославия        | Ф. Найт · Великобритания Г. Георгиев · НРБ                |
| свыше 100 кг      | Владимир Кливоденко · СССР  | Роберт Брэдли · Великобритания | Георгий Копривленский · Болгария Крис Долман · Нидерланды |

## Командный зачёт
1. СССР — 61 очко;
2. Болгария — 40 очков;
3. Испания — 24 очка;
4. Великобритания — 17 очков;
5. Югославия — 14 очков;
6. Франция — 0 очков;
7. Нидерланды — 0 очков